# Gaël
Gaël (bret. Gwazel) – miejscowość i gmina we Francji, w regionie Bretania, w departamencie Ille-et-Vilaine.
Według danych na rok 1990 gminę zamieszkiwało 1406 osób, a gęstość zaludnienia wynosiła 27 osób/km² (wśród 1269 gmin Bretanii Gaël plasuje się na 447. miejscu pod względem liczby ludności, natomiast pod względem powierzchni na miejscu 68.).